# Барыбино

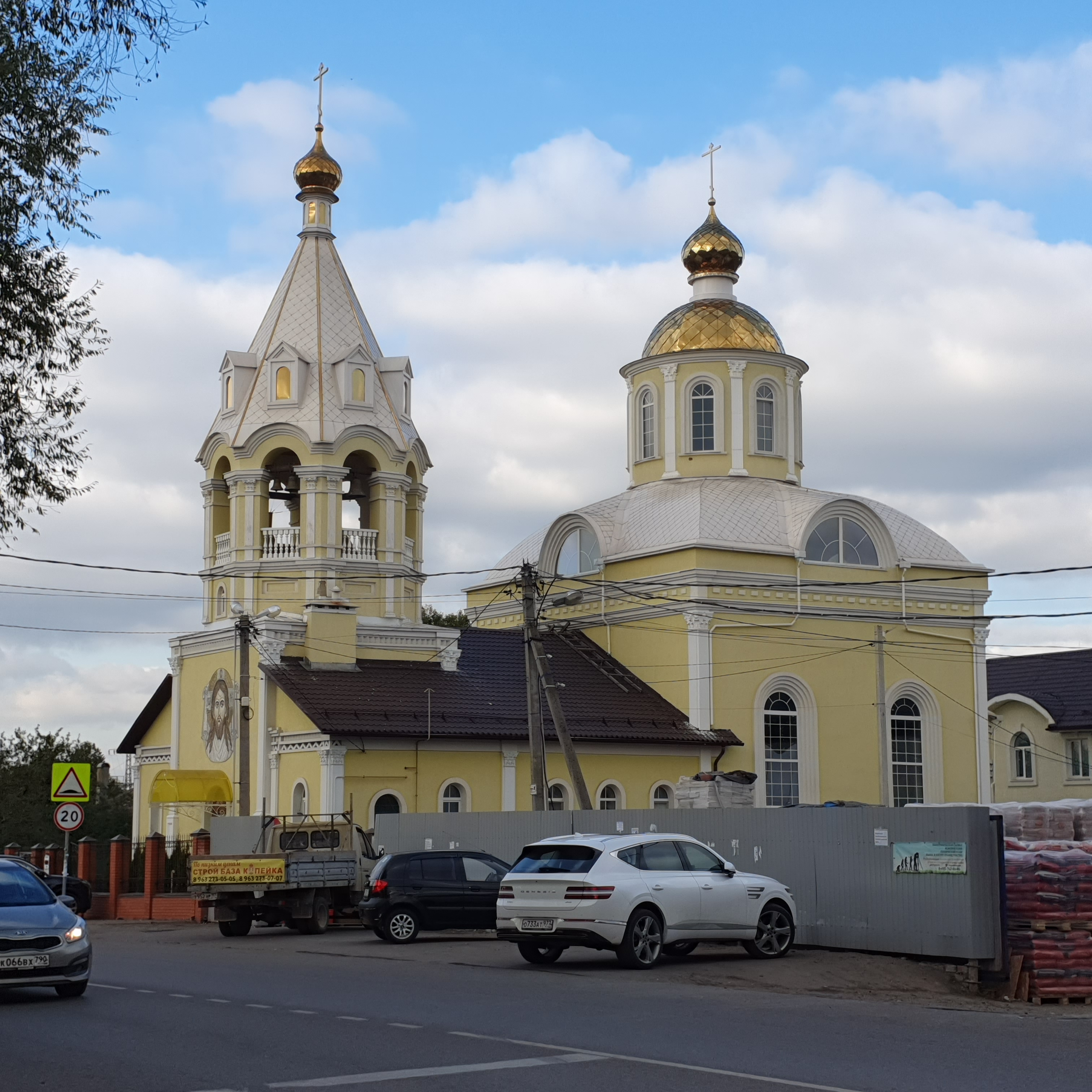
Храм-часовня Рождества Христова в Барыбино

Бары́бино — микрорайон города Домодедово Московской области (до 2004 — посёлок городского типа в Домодедовском районе). Расстояние от Барыбино до исторического центра Домодедово — 22 км. Население — около 5 тыс. чел.

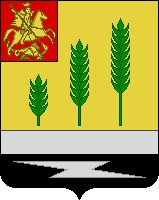
Герб посёлка Барыбино, утверждённый в 1991 году

## История
Станция Барыбино появилась в 1900 году, около неё начал развиваться посёлок.
В 1920-е годы недалеко от посёлка была создана еврейская земледельческая коммуна «Герольд». Барыбинский детский дом вошёл в историю макаренковского движения тем, что с 20 мая 1939 г. по 1 ноября 1940 г. его возглавлял известный воспитанник, затем сподвижник и последователь А. С. Макаренко Семён Афанасьевич Калабалин.
В 1950-x гг. посёлок стал крупным центром дачной застройки.
В 1970-х гг. к востоку от станции выстроен посёлок Гальчино из пятиэтажных хрущёвок.
К западу от станции расположены:
- Госплемзавод «Заря Подмосковья»
- Центральная опытная станция НИИ удобрений и агропочвоведения (ЦОС ВИУА) (Ныне ул. Агрохимиков в составе микрорайона Барыбино)

19 июля 2004 года постановлением Губернатора Московской области дачный посёлок Барыбино был присоединён к дачному посёлку Белые Столбы. А уже 17 августа 2004 года дачный посёлок Белые Столбы был присоединён к городу Домодедово. 1 ноября 2004 года был создан микрорайон Барыбино города Домодедово в границах бывшего посёлка.

## Население
| 1989 | 2002  | 2018  |
| ---- | ----- | ----- |
| 5280 | ↘4027 | ↘4000 |

## Транспорт

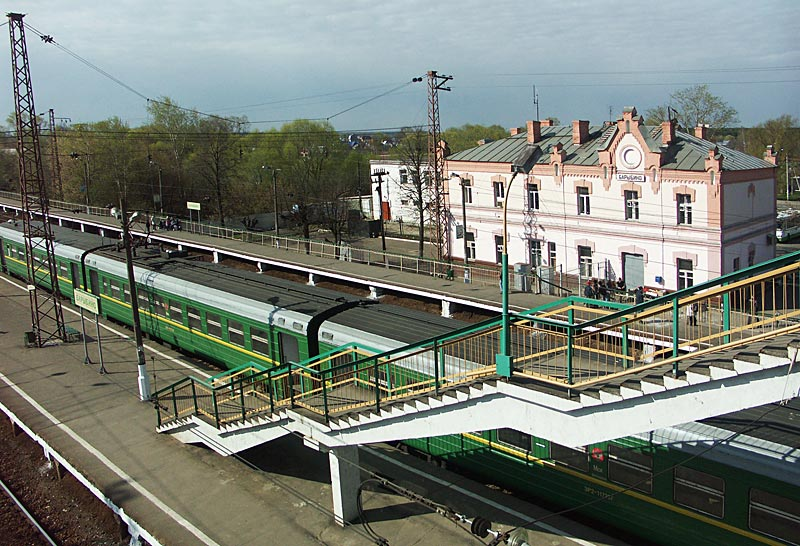
Железнодорожная станция «Барыбино»

Помимо железнодорожного сообщения (в том числе в направлении Павелецкого вокзала города Москвы), в Барыбино находится автобусная станция Домодедовского ПАТП, осуществляющая регулярное автобусное сообщение с ближайшими населёнными пунктами, в том числе с Москвой (ст. м. Домодедовская). Также Барыбино связано автобусным сообщением с городом Подольск. Из Подольска сюда ходит автобус № 67 Станция Подольск — Станция Барыбино .